# دریاچه لاواساره
دریاچه لاواساره (انگلیسی: Lake Lavassaare) یک دریاچه در شهرستان پارنو، استونی است که ۱٫۹ کیلومتر مربع وسعت دارد.